# ニュース番組一覧
日本のテレビ番組一覧 >ニュース番組一覧
ニュース番組一覧（にゅーすばんぐみいちらん）は、報道番組に分類されるテレビ番組の一覧である。報道番組については、『報道番組』を参照。

## 番組一覧

### 英字

#### A
- AABステーションEYE（秋田朝日放送）
- AABニュース&ウェザー（秋田朝日放送）
- ABAステーション（青森朝日放送）
- ABAニュース（青森朝日放送）
- ABC NEWS（朝日放送）
  - ABCニュースファイル（朝日放送）
  - ABC天気&ニュース（朝日放送）
  - ABCフラッシュニュース（朝日放送）
  - ABC News Report（朝日放送）
  - ABC NEWSゆう（朝日放送）
- abnニュース（長野朝日放送）
- abnステーション（長野朝日放送）
- ABSニュースD（秋田放送）
- ABSストレイトニュース（秋田放送）
- ABSニュースワイド（秋田放送）
- AKTスーパーニュース（秋田テレビ）
- ANN NEWS（テレビ朝日）
  - ANNニュースセブン（テレビ朝日）
  - ANNニュースフレッシュ（テレビ朝日）
  - ANNニュースライナー（テレビ朝日）
  - ANNニュースレーダー（テレビ朝日）
  - ANNニュース&スポーツ（テレビ朝日）
  - ANN 夜のワイドニュース（NETテレビ）
  - ANNニュースファイナル（テレビ朝日）
  - ANN NEWS&SPORTS（テレビ朝日）
- ANN NEWS〜六本木発（朝日ニュースター）
- ANNニュースイブニング静岡（静岡けんみんテレビ）
- ATVニュース（青森テレビ）
- ATVニュースロータリー（青森テレビ）
- ATVニュースワイド（青森テレビ）

#### B
- BBCニュース22（びわ湖放送）
- BBCニュースライン（びわ湖放送）
- BBTニュース（富山テレビ）
- BBTザ・ヒューマン（富山テレビ）
- BBTスーパーニュース（富山テレビ）
- BSNニュースワイド（新潟放送）
- BSN NEWS 日曜テレビ夕刊（新潟放送）
- BSSニュース（山陰放送）

#### C
- CBCニュース（CBCテレビ）
- CBCニュースワイド（CBCテレビ）
- CBC土曜ニュースワイド（CBCテレビ）
- CBC日曜ニュースワイド（CBCテレビ）
- CTCニュース（千葉テレビ）
- CTCニュース 930ライフ（千葉テレビ）
- CTCテレビ夕刊（千葉テレビ）

#### E
- eatニュース（愛媛朝日テレビ）
- eatニュースBOX（愛媛朝日テレビ）
- EBCニュース（テレビ愛媛）
- EBCニュース6:30（テレビ愛媛）
- EBCスーパータイム（テレビ愛媛）
- EBCザ・ヒューマン（テレビ愛媛）
- EBCスーパーニュース（テレビ愛媛）

#### F
- FBCニュース（福井放送）
- FBCニュースプラス1（福井放送）
- FBS NEWS（福岡放送）
  - FBS NEWS D（福岡放送）
  - FBSストレイトニュース（福岡放送）
  - FBSニュースリポート（福岡放送）
  - FBS EVENING NEWS（福岡放送）
  - FBSきょうのニュース（福岡放送）
  - FBSニュースプラス1（福岡放送）
- FCTニュース（福島中央テレビ）
- FCTワイドニュース（福島中央テレビ）
- FCT ニュースロータリー（福島中央テレビ）
- FCTニュースD（福島中央テレビ）
- FCTストレイトニュース（福島中央テレビ）
- FRONT ZERO（静岡第一テレビ）
- FNNニュース（フジテレビ）
  - FNNニュースレポート（フジテレビ）
  - FNNテレビ朝刊（フジテレビ）
  - FNNニュース7:30（フジテレビ）
  - FNNモーニングワイド ニュース&スポーツ（フジテレビ）
  - FNNモーニングコール（フジテレビ）
  - FNN朝駆け第一報!（フジテレビ）
  - FNN World Uplink（フジテレビ）
  - FNN おはよう!サンライズ（フジテレビ）
  - FNNニュース12:00（フジテレビ）
  - FNNニュースレポート11:30（フジテレビ）
  - FNNスピーク（フジテレビ）
  - FNN奥さまニュース（フジテレビ）
  - FNNニュース2:00（フジテレビ）
  - FNN Five to 4:00（フジテレビ）
  - FNNニュース3:50（フジテレビ）
  - FNNテレビ土曜・日曜夕刊（フジテレビ）
  - FNNニュース6:30（フジテレビ）
  - FNNニュースレポート6:00（フジテレビ）
  - FNNニュースレポート6:30（フジテレビ）
  - FNNニュースレポート5:30（フジテレビ）
  - FNNスーパータイム（フジテレビ）
  - FNNニュース555 ザ・ヒューマン（フジテレビ）
  - FNNニュース ザ・ヒューマン（フジテレビ）
  - FNNスーパーニュース（フジテレビ）
  - FNNスーパーニュースWEEKEND（フジテレビ）
  - FNNニュース・明日の天気（フジテレビ）
  - FNNレインボー発（フジテレビ）
  - FNNニュース最終版（フジテレビ）
  - FNNニュースレポート23:00（フジテレビ）
  - FNNニュースレポート23:30（フジテレビ）
  - FNNニュース工場（フジテレビ）
  - FNN DATE LINE（フジテレビ）
  - FNN NEWSCOM（フジテレビ）
- FNN AKTニュース（秋田テレビ）
- FNN SAYニュース（さくらんぼテレビ）
- FNN OTVニュース（沖縄テレビ）
- FNN stsテレビ朝刊（サガテレビ）
- FNN stsニュース（サガテレビ）
- FNN UMKニュース ザ・ヒューマン(テレビ宮崎)
- FNN仙台放送NEWS（仙台放送）
  - FNN仙台放送スピーク（仙台放送）
  - FNN仙台放送イブニングニュース（仙台放送）
  - FNN仙台放送スーパータイム（仙台放送）
  - FNN仙台放送ザ・ヒューマン（仙台放送）
  - FNN仙台放送スーパーニュースWEEKEND（仙台放送）
- FNN石川テレニュース（石川テレビ）
  - FNN石川テレビ朝刊（石川テレビ）
  - FNNニュースワイド石川6:00（石川テレビ）
  - FNN石川テレビスーパータイム（石川テレビ）
  - FNN石川テレビザ・ヒューマン（石川テレビ）
  - FNN石川テレビスーパーニュース（石川テレビ）
- FNN福井テレビニュース（福井テレビ）
  - FNN福井テレビニュース6:00（福井テレビ）
  - FNN福井テレビスーパータイム（福井テレビ）
  - FNN福井テレビザ・ヒューマン（福井テレビ）
  - FNN福井テレビスーパーニュース（福井テレビ）
- FNNテレビ静岡ニュース（テレビ静岡）
  - FNNテレビ静岡スピーク（テレビ静岡）
  - FNNテレビ静岡スーパータイム（テレビ静岡）
  - FNNテレビ静岡ザ・ヒューマン（テレビ静岡）
  - FNNテレビ静岡スーパーニュース（テレビ静岡）
- FNN東海テレニュース（東海テレビ）
  - FNNモーニングワイド630（東海テレビ）
  - FNN東海テレビモーニングコール（東海テレビ）
  - FNN東海テレビスピーク（東海テレビ）
  - FNN東海テレビスーパータイム（東海テレビ）
  - FNN東海テレビザ・ヒューマン（東海テレビ）
  - FNN東海テレビスーパーニュース（東海テレビ）
  - FNN東海テレビニュース工場（東海テレビ）
  - FNN東海テレビDATE LINE（東海テレビ）
- FNNニュースフラッシュ産経新聞（関西テレビ）
- FNNスーパーニュースKANSAI（関西テレビ）
- FNNスーパーニュースほっとKANSAI（関西テレビ）
- FNNスーパーニュースアンカー（関西テレビ）
- FNN イブニングワイド とやま6:00（富山テレビ）
- FNNスーパータイムとやま（富山テレビ）
- FTVテレポート（福島テレビ）
- FTVニュース555 テレポート ザ・ヒューマン（福島テレビ）
- FTVスーパーニュース テレポート（福島テレビ）
- FTVスーパーニュース（福島テレビ）

#### G
- GBS TV NEWS（岐阜放送）
- GOOD MORNING NEWS（広島エフエム放送）

#### H
- HABニューススカッシュ（北陸朝日放送）
- HAB Uライン（北陸朝日放送）
- HABワイドステーション（北陸朝日放送）
- HABイブニングリポート（北陸朝日放送）
- HABスーパーJチャンネル（北陸朝日放送）
- HBCニュース（北海道放送）
  - HBCテレポート6（北海道放送）
- HOME NEWS（広島ホームテレビ）
  - HOMEテレビ夕刊（広島ホームテレビ）
  - HOMEニュースシャトル（広島ホームテレビ）
  - HOME600ステーション（広島ホームテレビ）
  - HOMEステーションEYE（広島ホームテレビ）
  - HOMEスーパーJチャンネル（広島ホームテレビ）
  - HOME Jステーション（広島ホームテレビ）
- HTBニュース（北海道テレビ）
- HTBニュースロータリー（北海道テレビ）

#### I
- IATニュース（岩手朝日テレビ）
- IATきらめきワイド（岩手朝日テレビ）
- IATステーションEYE（岩手朝日テレビ）
- IATスーパーJチャンネル（岩手朝日テレビ）
- IATスーパーJチャンネル金曜スーク。（岩手朝日テレビ）
- ITVニュース（あいテレビ）

#### J
- JRTラジオ夕刊（四国放送）
- JRTニュースプラス1（四国放送）
- JNNニュース（TBSテレビ）
  - JNN報道特集（TBSテレビ）
  - JNNフラッシュニュース（TBSテレビ）
  - JNNニュースコール（TBSテレビ）
  - JNNおはようニュース&スポーツ（TBSテレビ）
  - JNN8時のニュース（TBSテレビ）
  - JNNニュース あなたにオンタイム（TBSテレビ）
  - JNNニュース1130（TBSテレビ）
  - JNNテレビ夕刊（TBSテレビ）
  - JNNニュースコープ（TBSテレビ）
  - JNNニュースの森（TBSテレビ）
  - JNNイブニング・ニュース（TBSテレビ）
  - JNNニュースデスク（TBSテレビ）
  - JNNネットワーク（TBSテレビ）
  - JNNニュース22プライムタイム（TBSテレビ）
  - JNNニュースデスク'88・'89（TBSテレビ）
  - JNNスポーツ&ニュース（TBSテレビ）

#### K
- K-MIX HEADLINE NEWS（静岡エフエム放送）
- KABニュース（熊本朝日放送）
- KAB 600ステーション（熊本朝日放送）
- KABニュースラウンド（熊本朝日放送）
- KBCニュース（九州朝日放送）
- KBC朝日新聞ニュース（九州朝日放送）
- KBCニュースプラザ（九州朝日放送）
- KBCニュース ハーツトゥハーツ（九州朝日放送）
- KBCニュースピア（九州朝日放送）
- KBC 夜のワイドニュース（九州朝日放送）
- KFBニュース（福島放送）
- KFBニュースレーダー（福島放送）
- KFBニュースシャトル（福島放送）
- KFB600ステーション（福島放送）
- KFB530ステーション（福島放送）
- KFBステーションEYE（福島放送）
- KHBニュース（東日本放送）
- KHB600ステーション（東日本放送）
- KHB530ステーション（東日本放送）
- KHBエリアリポート（東日本放送）
- KHBステーションEYE（東日本放送）
- KHBニュースチャンネル（東日本放送）
- KKBニュース（鹿児島放送）
- KKBワイド96（鹿児島放送）
- KKBスーパーJチャンネル（鹿児島放送）
- KKTニュース（熊本県民テレビ）
- KKTニュースダッシュ（熊本県民テレビ）
- KKTストレイトニュース（熊本県民テレビ）
- KKTニュースプラス1（熊本県民テレビ）
- KNBニュース（北日本放送）
- KNBニュースプラス1（北日本放送）
- KNB Newsリアルタイム（北日本放送）
- KRYニュース（山口放送）
- KRY テレビ夕刊（山口放送）
- KRYニュース・天気予報（山口放送）
- KRYニュースウェーブ（山口放送）
- KRYニュースD（山口放送）
- KSBニュース（瀬戸内海放送）
- KSBニュース&天気（瀬戸内海放送）
- KSBニュースview（瀬戸内海放送）
- KSBニュース6:00（瀬戸内海放送）
- KSBニュースシャトル（瀬戸内海放送）
- KSB 600ステーション（瀬戸内海放送）
- KSBステーションEYE（瀬戸内海放送）
- KSBスーパーJチャンネル（瀬戸内海放送）
- KTNニュース（テレビ長崎）
- KTNテレニュース（テレビ長崎）
- KTNスピーク（テレビ長崎）
- KTNニュース6:30（テレビ長崎）
- KTNスーパータイム（テレビ長崎）
- KTNザ・ヒューマン（テレビ長崎）
- KTNスーパーニュース（テレビ長崎）
- KTNニュース最終版（テレビ長崎）
- KTSニュース（鹿児島テレビ）
- KTSテレビ夕刊（鹿児島テレビ）
- KTSスーパータイム NEWS&SPORTS（鹿児島テレビ）
- KTSニュース ザ・ヒューマン（鹿児島テレビ）
- KTSスーパーニュース（鹿児島テレビ）
- KTVニュース（関西テレビ）
- KTVニュースフラッシュ（関西テレビ）
- KTVワイドニュース（関西テレビ）
- KTVスピーク（関西テレビ）
- KUTVニュース（テレビ高知）
- KYTニュース（鹿児島讀賣テレビ）
- KYT昼のニュース（鹿児島讀賣テレビ）
- KYTニュースD（鹿児島讀賣テレビ）
- KYTストレイトニュース（鹿児島讀賣テレビ）
- KYTニュースプラス1（鹿児島讀賣テレビ）
- KYTニュース日曜夕刊（鹿児島讀賣テレビ）
- KYT Newsリアルタイム（鹿児島讀賣テレビ）

#### L
- Lばんテレポート（福島テレビ）
- Lばんスーパーニュース（福島テレビ）
- Live5（京都放送）

#### M
- MBCニュース（南日本放送）
- MBC6時こちら報道（南日本放送）
- MBCニューズナウ（南日本放送）
- MBSニュース（毎日放送）
- MBSナウ（毎日放送）
- MBSニュース&天気（毎日放送）
- MBSニュース最終便（毎日放送）
- MBSイブニングレーダー（毎日放送）
- MBSニュースワイドアングル（毎日放送）
- MBSナイトアングル（毎日放送）
- MBSニュースレーダー（毎日放送）
- MROニュース（北陸放送）
- MROテレポート6（北陸放送）
- MRO NEWS ON 6（北陸放送）
- MROイブニングニュース（北陸放送）
- MROニュースランナー（北陸放送）
- MRTニュース（宮崎放送）
- MRTニュースワイド（宮崎放送）
- MRTイブニング・ニュース（宮崎放送）
- MRT THE NEWS（宮崎放送）
- mitニュース（岩手めんこいテレビ）
- mitスーパータイム（岩手めんこいテレビ）
- mitザ・ヒューマン（岩手めんこいテレビ）
- mitスーパーニュース（岩手めんこいテレビ）
- MMTニュースプラス1（ミヤギテレビ）
- myステーション（北海道テレビ）

#### N
- NBCニュース（長崎放送）
- NBCニュース&天気（長崎放送）
- NBCニュース6（長崎放送）
- NBSニュース（長野放送）
- NBSニュース FNN（長野放送）
- NBSモーニングコール（長野放送）
- NBSスピーク（長野放送）
- NBSイブニング630（長野放送）
- NBSイブニング6:00（長野放送）
- NBSスーパータイム NEWS&SPORTS（長野放送）
- NBSザ・ヒューマン（長野放送）
- NBSスーパーニュース（長野放送）
- NBSニュースレポート23:00 FNN（長野放送）
- NBSニュースレポート23:30 FNN（長野放送）
- nccニュース（長崎文化放送）
- ncc630ステーション（長崎文化放送）
- nccニュースウェイブ（長崎文化放送）
- NHKニュース（日本放送協会）
- NHKニュースワイド（日本放送協会）
- NHKモーニングワイド（日本放送協会）
- NHKニュース (正午)（日本放送協会）
- NHKニュース (午後5時)（日本放送協会）
- NHKニュース (午後6時)（日本放送協会）
- NHKニュース (午後7時)（日本放送協会）
- NHKニュースおはよう日本（日本放送協会）
- NHKニュース7（日本放送協会）
- NHKニュース21（日本放送協会）
- NHKニュース10（日本放送協会）
- NHKニュース11（日本放送協会）
- NHKニュースあおもり645（NHK青森放送局）
- NHKニュースあおもり845（NHK青森放送局）
- NHKニュースおはよう青森（NHK青森放送局）
- NHKニュース鳥取（NHK鳥取放送局）
- NHKニュース岡山（NHK岡山放送局）
- NHK News福島（NHK福島放送局）
- NHKニュースおはよう北海道（NHK札幌放送局）
- NHKニュース845いわて（NHK盛岡放送局）
- NHKニュースおはよういわて（NHK盛岡放送局）
- NHKニュース845みやぎ（NHK仙台放送局）
- NHKニュース845やまがた（NHK山形放送局）
- NHKニュースおはようやまがた（NHK山形放送局）
- NHKニュース845ふくしま（NHK福島放送局）
- NHKニュースおはよう山梨（NHK甲府放送局）
- NHKニュースおはよう関西（NHK大阪放送局）
- NHKニュースおはようかがわ（NHK高松放送局）
- NHK手話ニュース（日本放送協会）
- NHK手話ニュース845（日本放送協会）
- NEWSうしろの正面（京都放送）
- NNN Newsリアルタイム（長崎国際テレビ）
- Newsリアルタイムふくい（福井放送）
- Newsリアルタイムあきた（秋田放送）
- Newsリアルタイムえひめ（南海放送）
- Newsリアルタイム日本海（日本海テレビ）
- Newsリアルタイムやまぐち（山口放送）
- Newsリアルタイムくまもと（熊本県民テレビ）
- Newsまるごと山梨（NHK甲府放送局）
- NEWS ALIVE（広島エフエム放送）
- NEWS C-master（千葉テレビ）
- NEWS FINE（テレビ東京）
- NEWS FINE アイ（テレビ愛知）
- NEWS FINE FUKUOKA（TVQ九州放送）
- NEWS ZERO → news zero（日本テレビ）
- News Tonight いいおとな（ラジオ大阪）
- News Wave（静岡第一テレビ）
- NEWS WAVE ちば（千葉テレビ）
- News Up なら（奈良テレビ）
- NEWS キャッチ!（信越放送）
- NEWSぎふチャン（岐阜放送）
- NEWSライン（奈良テレビ）
- NEWSワイド京都（京都放送）
- NIB昼のニュース（長崎国際テレビ）
- NIBニュースD（長崎国際テレビ）
- NIBストレイトニュース（長崎国際テレビ）
- NIBニューススポット（長崎国際テレビ）
- NIB日曜夕刊（長崎国際テレビ）
- NIBニュースプラス1サタデー・サンデー（長崎国際テレビ）
- NKTニュース（日本海テレビ）
- NKTニューススポット（日本海テレビ）
- NNNニュース（日本テレビ）
  - NNNニュース&スポーツ（日本テレビ）
  - NNNあさ7時のニュース
  - NNNモーニング7（日本テレビ）
  - NNN朝のニュース（日本テレビ）
  - NNNおはよう!ニュースワイド（日本テレビ）
  - NNNニュースジパング（日本テレビ）
  - NNNニュースサタデー（日本テレビ）
  - NNNニュースサンデー（日本テレビ）
  - NNNニュースSUPER（日本テレビ）
  - NNN昼のニュース（日本テレビ）
  - NNNニュースダッシュ（日本テレビ）
  - NNNストレイトニュース（日本テレビ）
  - NNNニュースフラッシュ（日本テレビ）
  - NNN JUST NEWS（日本テレビ）
  - NNN6:30きょうのニュース（日本テレビ）
  - NNNライブオンネットワーク（日本テレビ）
  - NNNニュースプラス1（日本テレビ）
  - NNN Newsリアルタイム（日本テレビ）
  - NNN日曜夕刊（日本テレビ）
  - NNNきょうの出来事（日本テレビ）
- NNN第一テレビニュース（静岡第一テレビ）
- NNN Todayしずおか（静岡第一テレビ）
- NNNにいがたNOW（テレビ新潟）
- NNNふくしまToday（福島中央テレビ）
- NNNミヤギテレビニュース（ミヤギテレビ）
- NNNみやぎToday（ミヤギテレビ）
- NNNミヤギテレビニュースプラス1（ミヤギテレビ）
- NNNニュースプラス1みやぎ（ミヤギテレビ）
- NNN昼のニュースひろしま（広島テレビ）
- NNNひろしまTODAY（広島テレビ）
- NNNニュースプラス1ひろしま（広島テレビ）
- NNNこうちToday（高知放送）
- NNNニュースプラス1こうち（高知放送）
- NNNくまもとNOW（熊本県民テレビ）
- NSTニュース（NST新潟総合テレビ）
  - NSTスピーク（NST新潟総合テレビ）
  - NSTニュース3:55（NST新潟総合テレビ）
  - NSTニュース3:57（NST新潟総合テレビ）
  - NSTワイド630（NST新潟総合テレビ）
  - NSTワイド6:00（NST新潟総合テレビ）
  - NSTスーパータイム（NST新潟総合テレビ）
  - NSTニュース555 ザ・ヒューマン（NST新潟総合テレビ）
  - NSTスーパーニュース（NST新潟総合テレビ）
  - NSTニュースコーナー（NST新潟総合テレビ）
  - NSTゴールデンニュース（NST新潟総合テレビ）

#### O
- OABニュース（大分朝日放送）
- OABプライムニュース（大分朝日放送）
- OBSニュース（大分放送）
- OBSニュース6（大分放送）
- OBSニュースライン（大分放送）
- OHKニュース（岡山放送）
  - OHKサンデーフラッシュFNN（岡山放送）
  - OHKサタデースピーク（岡山放送）
  - OHKサンデースピーク（岡山放送）
  - OHKフラッシュニュース（岡山放送）
  - OHK6:30（岡山放送）
  - OHK報道センター6:00（岡山放送）
  - OHKスーパータイム（岡山放送）
  - OHKスーパータイムWEEKLY（岡山放送）
  - OHKニュース555 ザ・ヒューマン（岡山放送）
  - OHKスーパーニュース（岡山放送）
- OH!バンデス（ミヤギテレビ）
- OTVニュース（沖縄テレビ）
  - OTVニュース6:30（沖縄テレビ）
  - OTVイブニングワイド（沖縄テレビ）
  - OTVスーパータイム（沖縄テレビ）
  - OTVニュース555 ザ・ヒューマン（沖縄テレビ）
  - OTVスーパーニュース（沖縄テレビ）

#### Q
- QABニュース（琉球朝日放送）

#### R
- RABニュースレーダー（青森放送）
- RABニュース（青森放送）
- RBCニュース（琉球放送）
  - RBCジャーナル（琉球放送）
  - RBC特集 報道部発（琉球放送）
  - RBCエリアレポート（琉球放送）
  - RBCニュース ライブi（琉球放送）
  - RBC THE NEWS（琉球放送）
  - RBCプライム2000（琉球放送）
  - RBCメディア最前線（琉球放送）
  - RBCフラッシュニュース（琉球放送）
- RCCニュース6（中国放送）
- RCCスコープ（中国放送）
- RCCイブニングワイド（中国放送）
- rfcニュース（ラジオ福島）
- RKBヘッドライン（RKB毎日放送）
- RKBニュースワイド（RKB毎日放送）
- RKCニュース（高知放送）
- RKCテレビ夕刊（高知放送）
- RKCきょうのニュース（高知放送）
- RKKワイド6（熊本放送）
- RKKニュースキャッチャー（熊本放送）
- RKKワイド夕方いちばん（熊本放送）
- RNCニュース（西日本放送）
  - RNC6:00（西日本放送）
  - RNCニュースプラス1（西日本放送）
  - RNCワイド90プラス1（西日本放送）
  - RNCワイドニュースプラス1（西日本放送）
  - RNC Newsリアルタイム（西日本放送）
- ROKニュース（ラジオ沖縄）
- RSKイブニングニュース（RSK山陽放送）

#### S
- SAYスーパータイム（さくらんぼテレビ）
- SAYニュース555 ザ・ヒューマン（さくらんぼテレビ）
- SAYスーパーニュース（さくらんぼテレビ）
- SBCニュース（信越放送）
  - SBCニュース JNN（信越放送）
- STVニュース（札幌テレビ）
  - STVニュースToday（札幌テレビ）

#### T
- THE NEWS（TBSテレビ）
- TKUニュース（テレビ熊本）
- TKUニュース・アイ（テレビ熊本）
- TKUスーパータイム（テレビ熊本）
- TKUニュース5:50 ザ・ヒューマン（テレビ熊本）
- TKUスーパーニュース（テレビ熊本）
- TKUスーパーニュースぴゅあピュア（テレビ熊本）
- TNCニュース（テレビ西日本）
- TNCモーニングワイド（テレビ西日本）
- TNCモーニングコール（テレビ西日本）
- TNCスピーク（テレビ西日本）
- TNCスーパータイム NEWS&SPORTS（テレビ西日本）
- TNC NEWS ザ・ヒューマン（テレビ西日本）
- TNCスーパーニュース（テレビ西日本）
- TNCニュースレポート23:00（テレビ西日本）
- TNCニュースレポート23:30（テレビ西日本）
- TNCニュース工場（テレビ西日本）
- TNC DATE LINE（テレビ西日本）
- TNC NEWSCOM（テレビ西日本）
- TVNニュース（奈良テレビ）

#### U
- UMKニュース(テレビ宮崎)
- UMKローカルニュース(テレビ宮崎)
- UMKニュース6:45(テレビ宮崎)
- UMKニュース土曜ライナー(テレビ宮崎)
- UMKニュースレポート(テレビ宮崎)
- UMKニュースリポート(テレビ宮崎)
- UMKスーパータイム(テレビ宮崎)
- UMKスーパーニュース(テレビ宮崎)
- UMKスーパーニュースWEEKEND(テレビ宮崎)
- UMK奥さまニュース FNN(テレビ宮崎)
- UMKニュースアタック (テレビ宮崎)

#### V
- VOICE* UMKニュースリポート（毎日放送）